# Meesterklasse 2002/03
In der Meesterklasse 2002/03 wurde die 80. niederländische Mannschaftsmeisterschaft im Schach ausgespielt. Niederländischer Mannschaftsmeister wurde ZZICT/De Variant Breda, der seinen achten Titel in Folge gewann.
Zu den gemeldeten Mannschaftskader siehe Mannschaftskader der Meesterklasse 2002/03.

## Modus
Die 10 teilnehmenden Mannschaften spielten in der Vorrunde ein einfaches Rundenturnier. Die beiden Letzten stiegen in die Klasse 1 ab, die ersten Vier qualifizierten sich für das Play-off. Das Play-off wurde im K.-o.-System ausgetragen, es wurden alle vier Plätze ausgespielt.

## Spieltermine
Die Wettkämpfe der Vorrunde wurden ausgetragen am 28. September, 2. und 23. November, 14. Dezember 2002, 1. und 22. Februar, 15. März, 12. April und 11. Mai 2003. Die Play-off-Wettkämpfe fanden am 21. und 22. Juni 2003 in Enschede statt.

## Vorrunde
Schon vor der letzten Runde standen mit dem Titelverteidiger ZZICT/De Variant Breda und der Hilversums Schaakgenootschap zwei Play-off-Teilnehmer fest, während der SV Zukertort Amstelveen, ING/ESGOO, die Leidsch Schaakgenootschap und VastNed Rotterdam noch um die beiden übrigen Play-off-Plätze kämpften. Alle vier Kandidaten landeten bei 10:8 Mannschaftspunkten, und so erreichten letztendlich Amstelveen und Enschede dank der höheren Brettpunktzahl das Play-off. Aus der Klasse 1 waren SMB Nijmegen und Utrecht aufgestiegen. Beide Aufsteiger erreichten den Klassenerhalt, der Tabellenletzte Utrecht (dem zwei Mannschaftspunkte abgezogen wurden) verdankte dies jedoch nur dem Umstand, dass die eigene zweite Mannschaft die Staffel A der Klasse 1 gewann und damit den Abstieg der ersten Mannschaft egalisierte. Somit war der Vorletzte Schaakclub Groningen in dieser Saison einziger Absteiger.

### Abschlusstabelle
| Pl.  | Verein                       | Sp | G | U | V | MP   | Brett-P.  |
| ---- | ---------------------------- | -- | - | - | - | ---- | --------- |
| 01.  | ZZICT/De Variant Breda (M)   | 9  | 8 | 1 | 0 | 17:1 | 66,0:24,0 |
| 02.  | Hilversums Schaakgenootschap | 9  | 7 | 0 | 2 | 14:4 | 57,0:33,0 |
| 03.  | SV Zukertort Amstelveen      | 9  | 4 | 2 | 3 | 10:8 | 49,5:40,5 |
| 04.  | ING/ESGOO                    | 9  | 5 | 0 | 4 | 10:8 | 46,0:44,0 |
| 05.  | Leidsch Schaakgenootschap    | 9  | 5 | 0 | 4 | 10:8 | 45,0:45,0 |
| 06.  | VastNed Rotterdam            | 9  | 3 | 4 | 2 | 10:8 | 44,0:46,0 |
| 07.  | BIS Beamer Team              | 9  | 3 | 1 | 5 | 7:11 | 43,0:47,0 |
| 08.  | SMB Nijmegen (N)             | 9  | 2 | 1 | 6 | 5:13 | 38,0:52,0 |
| 09.  | Schaakclub Groningen         | 9  | 1 | 3 | 5 | 5:13 | 37,0:53,0 |
| 010. | Utrecht (N)                  | 9  | 1 | 0 | 8 | 0:18 | 24,5:65,5 |

### Entscheidungen
|     | Teilnehmer am Play-off: ZZICT/De Variant Breda, Hilversums Schaakgenootschap, SV Zukertort Amstelveen, ING/ESGOO                                       |
|     | Absteiger in die Klasse 1: Schaakclub Groningen (Utrecht erreicht den Klassenerhalt durch den Aufstieg seiner zweiten Mannschaft in die Meesterklasse) |
| (M) | Meister der letzten Saison |
| (N) | Aufsteiger der letzten Saison |

### Kreuztabelle
| Ergebnisse | Ergebnisse                   | 01. | 02. | 03. | 04. | 05. | 06. | 07. | 08. | 09. | 010. |
| ---------- | ---------------------------- | --- | --- | --- | --- | --- | --- | --- | --- | --- | ---- |
| 01.        | ZZICT/De Variant Breda       |     | 6½  | 6½  | 8½  | 6½  | 5   | 7½  | 8   | 8½  | 9    |
| 02.        | Hilversums Schaakgenootschap | 3½  |     | 6   | 6½  | 7   | 8   | 4½  | 8   | 8   | 5½   |
| 03.        | SV Zukertort Amstelveen      | 3½  | 4   |     | 7   | 4½  | 5   | 6   | 6½  | 5   | 8    |
| 04.        | ING/ESGOO                    | 1½  | 3½  | 3   |     | 4   | 7½  | 5½  | 6   | 6½  | 8½   |
| 05.        | Leidsch Schaakgenootschap    | 3½  | 3   | 5½  | 6   |     | 3½  | 3½  | 7½  | 6   | 6½   |
| 06.        | VastNed Rotterdam            | 5   | 2   | 5   | 2½  | 6½  |     | 5   | 6   | 5   | 7    |
| 07.        | BIS Beamer Team              | 2½  | 5½  | 4   | 4½  | 6½  | 5   |     | 3½  | 3½  | 8    |
| 08.        | SMB Nijmegen                 | 2   | 2   | 3½  | 4   | 2½  | 4   | 6½  |     | 5   | 8½   |
| 09.        | Schaakclub Groningen         | 1½  | 2   | 5   | 3½  | 4   | 5   | 6½  | 5   |     | 4½   |
| 10.        | Utrecht                      | 1   | 4½  | 2   | 1½  | 3½  | 3   | 2   | 1½  | 5½  |      |

## Play-off

### Übersicht
|  | Halbfinale                   | Halbfinale             |                         |   | Finale | Finale |
|  |                              |                        |                         |   |        |        |
|  | ZZICT/De Variant Breda       | 6                      |                         |   |        |        |
|  | SV Zukertort Amstelveen      | 4                      |                         |   |        |        |
|  |                              |                        |                         |   |        |        |
|  |                              |                        |                         |   |        |        |
|  | Hilversums Schaakgenootschap | 2                      |                         |   |        |        |
|  |                              | ZZICT/De Variant Breda | 8                       |   |        |        |
|  |                              |                        |                         |   |        |        |
|  | 3. Platz                     |                        |                         |   |        |        |
|  |                              |                        | ING/ESGOO               | 4 |        |        |
|  | Hilversums Schaakgenootschap | 6                      | SV Zukertort Amstelveen | 6 |        |        |
|  | ING/ESGOO                    | 4                      |                         |   |        |        |

### Halbfinale
Im Halbfinale trafen in einem Wettkampf der Vorrunde-Vierte Enschede auf den Vorrunden-Zweiten Hilversum und im anderen Wettkampf mit Amstelveen und Breda der Dritte und der Erste der Vorrunde aufeinander. In beiden Wettkämpfen siegte die Mannschaft mit besserer Vorrundenplatzierung mit 6:4.
| ZZICT/De Variant Breda | SV Zukertort Amstelveen | Ergebnis |
| ---------------------- | ----------------------- | -------- |
| Loek van Wely          | Menno Okkes             | 0:1      |
| Jan Timman             | Rob Bertholee           | 1:0      |
| Vladimir Chuchelov     | Arno Bezemer            | 1:0      |
| Jan Gustafsson         | Maarten Solleveld       | 0:1      |
| Michail Gurewitsch     | Eelke Wiersma           | 1:0      |
| John van der Wiel      | Sander Los              | 1:0      |
| Erik van den Doel      | Nico Vink               | 1:0      |
| Jop Delemarre          | Sybolt Strating         | 0:1      |
| Sebastian Siebrecht    | Robert Ris              | 0:1      |
| Albert Blees           | Matthew Tan             | 1:0      |

| Hilversum SG         | ING/ESGOO          | Ergebnis |
| -------------------- | ------------------ | -------- |
| Yasser Seirawan      | Gerhard Schebler   | ½:½      |
| Predrag Nikolić      | Michael Feygin     | 1:0      |
| Friso Nijboer        | Ramon Koster       | ½:½      |
| Ljubomir Ljubojević  | Daniel Hausrath    | 0:1      |
| Daniël Stellwagen    | Michael Hoffmann   | 1:0      |
| Henk Vedder          | Frank Kroeze       | ½:½      |
| Dennis de Vreugt     | Michiel van Wissen | 1:0      |
| Paul van der Sterren | Wouter Spoelman    | 1:0      |
| Wieb Zagema          | Peter Bolwerk      | 0:1      |
| Paul Boersma         | Marcel Becker      | ½:½      |

### Finale und Spiel um Platz 3
Während Breda mit einem klaren 8:2 seinen Titel verteidigte, setzte sich Amstelveen mit 6:4 vergleichsweise knapp durch.
| Hilversum SG         | ZZICT/De Variant Breda | Ergebnis |
| -------------------- | ---------------------- | -------- |
| Yasser Seirawan      | Loek van Wely          | 0:1      |
| Predrag Nikolić      | Ivan Sokolov           | 0:1      |
| Ljubomir Ljubojević  | Jan Timman             | ½:½      |
| Friso Nijboer        | Erik van den Doel      | ½:½      |
| Paul van der Sterren | Michail Gurewitsch     | 0:1      |
| Daniël Stellwagen    | Jan Gustafsson         | 0:1      |
| Dennis de Vreugt     | Vladimir Chuchelov     | ½:½      |
| Henk Vedder          | Albert Blees           | ½:½      |
| Leon Pliester        | John van der Wiel      | 0:1      |
| Wieb Zagema          | Jop Delemarre          | 0:1      |

| ING/ESGOO            | SV Zukertort Amstelveen | Ergebnis |
| -------------------- | ----------------------- | -------- |
| Ramon Koster         | Maarten Solleveld       | 0:1      |
| Daniel Hausrath      | Eelke Wiersma           | ½:½      |
| Michael Hoffmann     | Sybolt Strating         | 1:0      |
| Frank Kroeze         | Menno Okkes             | ½:½      |
| Gerhard Schebler     | Rob Bertholee           | 0:1      |
| Michael Feygin       | Sander Los              | ½:½      |
| Michiel van Wissen   | Arno Bezemer            | 0:1      |
| Marcel Becker        | Nico Vink               | ½:½      |
| Paul Bierenbroodspot | Matthew Tan             | 0:1      |
| Wouter Spoelman      | Robert Ris              | 1:0      |

### Entscheidungen
|  | Niederländischer Mannschaftsmeister: ZZICT/De Variant Breda |

## Die Meistermannschaft
| 1.            | ZZICT/De Variant Breda |
| Schachfiguren | Ivan Sokolov, Loek van Wely, Michail Gurewitsch, Jan Timman, Erik van den Doel, Vladimir Chuchelov, John van der Wiel, Frans Cuijpers, Jan Gustafsson, Marinus Kuijf, Sebastian Siebrecht, Jop Delemarre, Martin Martens, Jan Werle, Theo Hommeles, Albert Blees, Joost Hoogendoorn, John van Baarle, Robert Klomp, Stefaan de Man, Henk Verstappen, David Dumont, Jan van Roestel. |